# Astyagés
Astyagés (akkadsky Ištumegu) byl posledním králem médské říše. Vládl v letech 585 př. n. l. až do 550 př. n. l.
Nastoupil na trůn po svém otci Kyaxarovi I., který krátce po bitvě u řeky Halys roku 585 př. n. l. zemřel. Bitva ukončila pět let trvající boje s Lýdií. Astyagés zdědil velkou říši, které vládl zaštítěn spojenectvím se dvěma švagry, Kroisem (lýdským králem) a Nebukadnesarem II. (babylonským králem; vzal si Astyagovu sestru či dceru Amytis).
Období jeho panování, charakterizované šířením mazdaismu, patřilo spíše ke klidným. Měl přinejmenším jednu dceru, Mandané, jež se provdala za perského krále Kambýsa I. Po pětatřiceti letech u moci mu nakonec vypověděla poslušnost šlechta. Následně byl svržen a vydán do rukou svého vnuka Kýra II., který se stal zakladatelem perské říše.